# Gyeongju
Gyeongju (kor. 경주시, Gyeongju-si, miasto Gyeongju) – miasto w Korei Południowej, w prowincji Gyeongsang Północny, około 280 tys. mieszkańców (stan z roku 2004). Ze względu na zachowane tu zabytki miasto jest ważnym ośrodkiem turystycznym w skali kraju.
Gyeongju ma bogatą historię, między VII a X wiekiem było stolicą państwa Silla. Z tamtego okresu zachowały się tu m.in. fundamenty pałacu, dawne obserwatorium astronomiczne i kamienna pagoda Punhwangsa z VII wieku. W rejonie miasta odkryto też wiele starożytnych grobów z kamiennymi nasypami nad drewnianą komorą grobową.
Historyczne dzielnice miasta wpisano w 2000 roku na listę światowego dziedzictwa UNESCO. W okolicach Gyeongju znajdują się jednak dwa obiekty wpisane na listę UNESCO już w 1995 roku jako jedne z pierwszych miejsc w kraju: świątynia buddyjska Pulguksa i świątynia skalna Seokguram.
W mieście znajduje się hala sportowa Gyeongju Arena.

## Współpraca
Miasta partnerskie Gyeongju:
- Iksan, Korea Południowa (20.11.1998)
- Nara, Japonia (15.04.1970)
- Obama, Japonia (13.02.1977)
- Pompeje, Włochy (14.10.1985)
- Wersal, Francja (15.04.1987)
- Xi’an, Chińska Republika Ludowa (18.11.1994)
- Huế, Wietnam (21.09.2007)
- Nitra, Słowacja (21.08.2014)

Miasta zaprzyjaźnione:
- Bueyo-gun, Korea Południowa (20.11.2008)
- Usa, Japonia (3.07.1992)
- Nikkō, Japonia (11.11.2009)
- Yangzhou, Chińska Republika Ludowa (24.11.2008)
- Jiaozuo, Chińska Republika Ludowa (5.11.2012)
- Samarkanda, Uzbekistan (2.08.2013)
- Isfahan, Iran (20.08.2013)
- Yichang, Chińska Republika Ludowa (16.10.2013)
- Chengde, Chińska Republika Ludowa
- Arequipa, Peru (5.11.2015)